# Лисенко В'ячеслав Вікторович
В'ячеслав Вікторович Лисенко (12 жовтня 1970 року, м. Черкаси, Україна) — український підприємець, громадський діяч, співвласник Meest China, експерт в українсько-китайських відносинах.
Чемпіон СРСР з морського багатоборства 1989 року.

## Біографія
Народився 12 жовтня 1970 року в Черкасах, закінчив загальноосвітню школу, був професійним плавцем, у 1989 році В'ячеслав Лисенко став чемпіоном СРСР з морського багатоборства. З 1989 по 1992 рік працював тренером з плавання.
1990 року закінчив Севастопольське вище військово-морське училище. 1992 року — Черкаський державний технологічний університет, Міжнародний інститут менеджменту та Національний технічний університет України «Київський політехнічний інститут».

## Підприємницька діяльність
На початку 2000-х років займав посаду генерального директора на підприємстві з оптового продажу будматеріалів. Через рік став акціонером цього бізнесу.
У 2004 році заснував компанію «Укр-Китай Комунікейшин». До повномасштабного вторгнення Росії в Україну був її почесним президентом. Компанія виступає в ролі посередника між українськими та китайськими бізнесами, допомагаючи українським підприємцям зайти на ринок Китая. Паралельно із цим у 2018 році створив проект SLAVINVEST для допомоги молодим підприємцям в питаннях запуску складних і бізнес-процесів та антикризового менеджменту.
У 2017 році ним була заснована компанія Meest China та «Укр-Китай Логістика», яка станом на 2020 рік займає основну частку на ринку доставки вантажів з Китая в Україну. На сьогодні Meest China окрема компанія, яка входить в загальну систему компаній Meest Group. Компанія має власне представництво у ключових індустріальних регіонах КНР (Пекін і Гуанчжоу) зі штатними співробітниками та у Києві. За оцінками експертів від 75 до 90% вантажів пов'язаних з напрямком Україна-Китай, проходять через компанію В'ячислава Лисенка.
В цьому ж 2017 році був заснований Young Business Club найбільший український бізнес-клуб для молоді, в також став членом наглядової ради СЕО клуб Україна, який об'єднує перших осіб компаній в різних областях з мінімальним оборотом в 15 млн $ , різних сфер бізнесу, поглядів, статі та віку.

## Громадська діяльність
В 2006 році заснував журнал «Укр-Китай Комунікейшин», який видавався до 2013 року.
В 2008 році був членом Правління Української асоціації китаєзнавців
В 2017 році заснував бізнес клуб для молодих підприємців Young Business Club.
В 2018 році В'ячеслав Лисенко також критикува ініціативу Мінфіну запровадити норму про зниження безподаткового ліміту посилок до 22 євро, замість 150 євро. На його думку така норма могла б негативно відобразитися на онлайн торгівлі, доході держави і покупцях.
Співінвестор клубу «БІЗНЕС 100». У 2020 році разом з іншими учасниками «БІЗНЕС 100» підтримав антиколомойський закон.
Під час пандемії COVID-19 разом с з іншими бізнесменами взяв участь у створенні благодійного фонду «Дихай». Також компанії керівники яких воходять до СЕО-клубу, заснованного В'ячеславом Лисенко з іншими підприємцями виділили на боротьбу за COVID-19 155 млн грн.
В травні 2020 року взяв участь у міжнародній конференції PALE-2020 («Після апокаліптична ера життя»), на якій доповідав як представник бізнесу і виступав за інтеграцію науки в бізнес.
На сьогодні Вячеслав Лисенко є активним учасником конференцій присвячених розвитку бізнесу та україно-китайським відносинам. Активно поширює свої погляди відносно перспектив взаєморозвитку з Китаєм. Займається фінансуванням спортивних заходів та федерацій.

## Сім'я
Одружений, має двох дітей. Дружина Вікторія Лисенко є засновником і керівником Музея костюма і стилю «Victoria Museum».